# Російська істинно-православна церква

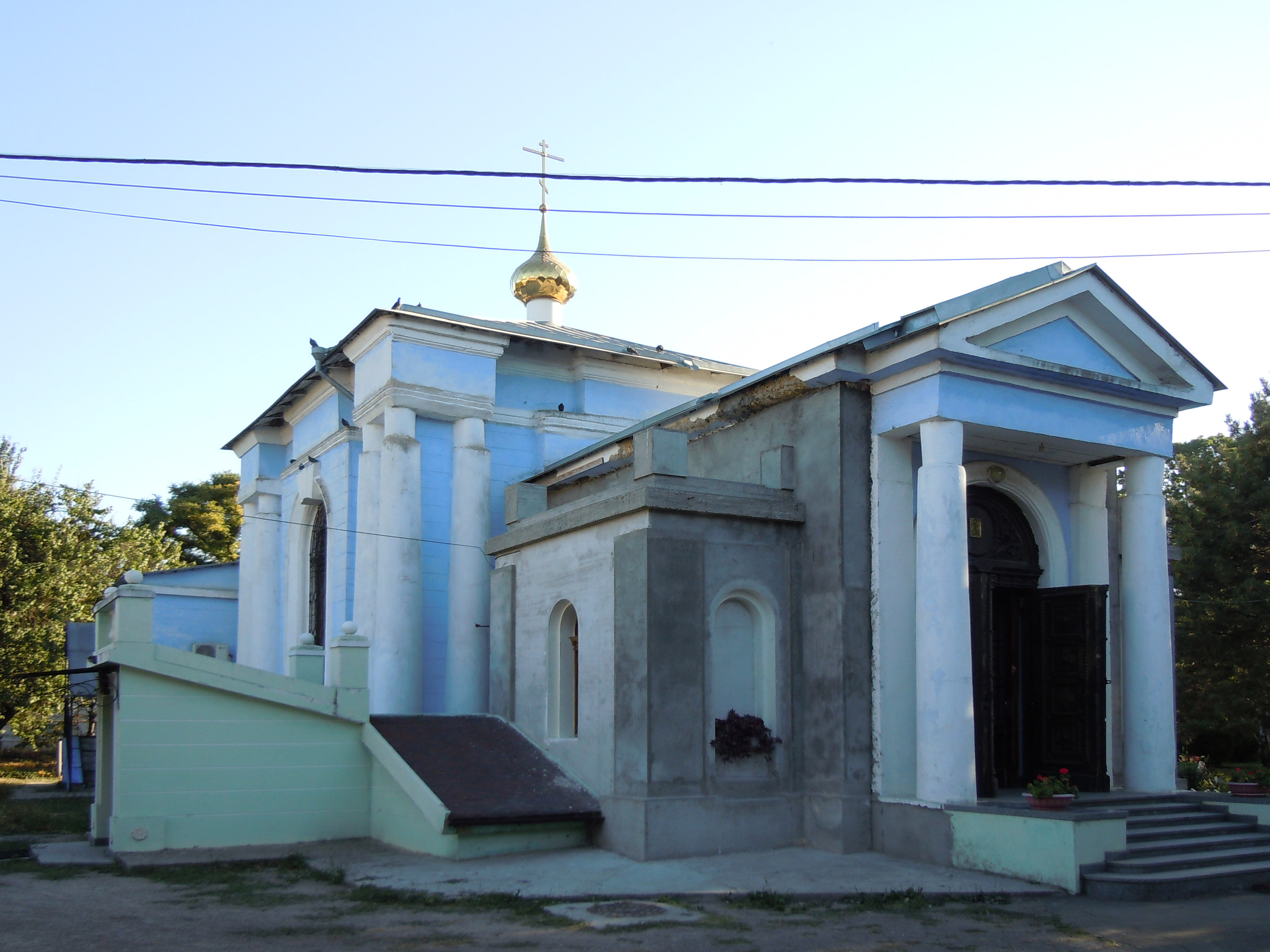
Церква Святого Івана Кронштадського в Одесі

Російська Істинно-Православна Церква (рос. Русская истинно-православная церковь) — відгалуження від РПЦЗ(В), утворене у 2002 році.

## Виникнення нової церковної юрисдикції
В 2002 році, після здійснених без відома Синоду хіротоній, архиєреї РПЦЗ з їхньою юрисдикцією в країнах колишнього СРСР: архієпископ Лазар (Журбенко) з м. Одеса (Україна) і єпископ Веніамин (Русаленко) з м. Краснодар (Росія) були оголошені поза РПЦЗ(В). Однак єпископи і надалі вважали себе в складі Російської Православної Церкви у вигнанні.
Остаточно розкол оформився 22 січня 2003 року, коли нарада єпископів РПЦЗ(В) в Одесі оголосила про утворення окремого Архієрейського синоду. Таку постанову підписали:
архиєпископ Лазар (Журбенко) Одеський і Тамбовський; 
єпископ Дионисій (Алфьоров) Боровичеський;
єпископ Тихон (Пасічник) Шадринський;
єпископ Вениамін (Русаленко) Чорноморський і Кубанський;
єпископ Іриней (Кліпенштейн) Бурненський з Казахстану;
єпископ Гермоген (Дуніков) Жлобинський з Білорусі. 
Специфіка цієї юрисдикції полягає в тому, що більша частина її пастви — це колишні «катакомбники», які і в сучасних умовах не ведуть відкритої діяльності. Після затвердження Синодом РПЦЗ Акту про канонічну єдність з Московським Патріархатом кілька парафій РПЦЗ звернулось в РІПЦ про прийом під омофор її Синоду. 
Таким чином був прийнятий відомий Леснинський монастир в Франції. РІПЦ має на меті допомогти відновленню ієрархії РПЦЗ, а до того часу приймає парафії під своє управління. Після смерті схиархієпископа Лазаря в 2005 році главою юрисдикції став архієпископ Тихон (Пасічник).
При ньому, до Російської ІПЦ перейшли великі парафії РПЦЗ(В) у США. Так, 28 грудня 2005 року до цієї юрисдикції прийнята парафія Успіння Богородиці в м. Стаффорд (штат Вірджинія) та її настоятель, прот. Анатолій Трепачко - відомий церковний публіцист РПЦЗ.  Ця парафія набула статусу синодального ставропігійного представництва Російської ІПЦ у США.  Також 18 березня 2007 року прийнята парафія парафія Успіння Богородиці в м. Трентон (штат Нью-Джерсі) та її настоятель, прот. Стефан Сабельник. 

## Російська істинно-православна церква в Україні під омофором владики Тихона Пасічника
Російська Істинно-Православна Церква має в Україні дві єпархії — Одесько-Харківську та Чернігівсько-Гомельську, з центром в Чернігові, якою керує єпископ Гермоген (Дуніков). 
Одесько — Харківська єпархія до липня 2007 року перебувала під омофором єпископа Іринея (Кліпенштейна). На сьогоднішній день ця єпархія знаходиться під прямим керівництвом глави Церкви — архієпископа Тихона (Пасічника). 
У Одесі з 2003 року діяло заочне Пастирське училище свт. Іоана Кронштадського. 
На території України існує 32 парафії.
Серед них, юридичну реєстрацію в державних органах України мають наступні парафії:
1. Іоанно-Кронштадтська парафія Одеської єпархії в м. Одеса (з 26 вересня 1997 року). Засновниками стали Баранов Рюрік Борисович, та Безкоровайний Сергій Миколайович. Фактичним керівником громади став єпископ Лазар (Журбенко), а після його смерті громаду очолював архієпископ Тихон (в миру Пасічник Леонід Алімпійович). У 2016 році його замінив на посаді голови громади Рюрік Баранов. А у 2021 році парафію перейменовано з "громади Руської Істинно-Православної Церкви" в "громаду Істинно-православної церкви в Україні" [7]
2. Єпархіальне управління Одеської єпархії в м. Одеса (з 18 червня 1993 року). Перейменовано в 2018 році в "Єпархіальне управління Одеської єпархії Істинно-православної церкви в Україні". Фактичним керівником громади став єпископ Лазар (Журбенко), а після його смерті громаду очолював архієпископ Тихон (в миру Пасічник Леонід Алімпійович). [8]
3. Релігійна громада святителя Миколая Чудотворця Одеської єпархії, зареєстроана у 2006 році в м. Іллічівськ (нині Чорноморськ) Одеської області, під керіництвом Олександра Стейгалова.

## Розколи та поділи у Російській істинно-православній церкві
Одним з головних, став "шумілівський розкол". Читець та іподиякон Віталій Шуміло 22 червня 2014 р. був звільнений з посади секретаря Синоду РІПЦ, та позбавлений права розпоряджатися синодальним офісом в Одесі. 
Брати Шуміли у 2014 р. розцінювали таке своє пониження в ІПЦ, як гоніння з боку Тихона, намагалися переконувати українське громадянство в тому, що тільки їхня місцева – українська гілка ІПЦ (в особі громад Києва, Броварів, Чернігова та Харкова) єдина підтримала територіальну цілісність України, всі ж інші ієрархи РПЦЗ та ІПЦ буцімто зайняли пророрсійську позицію, тому з ними треба «розібратися». Але це виглядає свідомою маніпуляцією, перекрученням фактів.
Адже відкрито підтримали Україну в 2014 р. з ієрархів ІПЦ-РПЦЗ також митрополит Агафангел (Михайло Пашковський) з Одеси, єпископ Олексій (Євгеній Пергаменцев) з Києва, катакомбний схиєпископ Херувим (Михайло Дегтяр) з Чернігова, Вінницько-Хмельницька єпархія тієї ж таки «Російської ІПЦ» та її єпископ Савватій (Безкоровайний), та багато рядових кліриків. Вони ж засудили анексію Криму, виступили проти проросійського сепаратизму.
А вже у 2016 р. з РІПЦ вийшли сам Віталій Шуміло, як головний ідеолог та проповідник нового розкольницького утворення – «групи непоминаючих антиекуменічних істинно-православних християн», як він став називати свій напрямок, а також за ним пішли у церковну «самоізоляцію» священики Василь Савельєв та Ілля Ємпульов з Омська, священики Артемій-Арутюн Варламян і Сергій Мясоєдов з України, мешкаючий у Франції архімандрит Євфимій (Логвінов), громадянин Німеччини, який очолює парафію у Франції та «духовну місію» ІПЦ у Німеччині, монахині Макрина (Холмова) та Євфросинія (Молчанова) з Провемонського Ново-Лесненського монастиря у Франції.
Представники «шумілівської» гілки ІПЦ у 2016-2017 рр. були у підпорядкуванні єпископа Трентонського Стефана (Сабельника), а з 2017 р. входять у юрисдикцію сербського єпископа Акакія (Станковича) – глави Сербської істинно-православної церкви. Саме Акакієм для «шумілівської гілки» ІПЦ у кінці 2017 року був рукоположений новий священнослужитель – ієромонах Никон (Євсєєв Сергій Євгенович, 1968 року народження, мешканець Харкова). Реакція Тихона (Пасєчніка) та його Синоду 1 лютого 2018 року була жорсткою: він заборонив у служінні прот. Василя Савельєва, фактичного лідера групи.
З Тихоном (Пасічником) залишилися виключені у 2005 році з РПАЦ священики США: Віктор Мелехов (м. Вустер, штат Массачусетс), Спиридон Шнайдер (м. Іпсвіч, штат Массачусетс), Діонісій Мак Гоуен або Мак-Гован (м. Колорадо-Спрінгс, штат Колорадо). До них пізніше додалися Джером Зубрицький (м. Етна) та Ніколас Чернявський (м. Рочестер).
На даний час Віталій Шумило наполягає на тому, що всі течії ІПЦ повинні засудити війну РФ проти України. 
Як заявив Шумило: "Сергианский Московский патриархат превратился в откровенно террористическую антихристианскую секту, а начиналось всё в начале 1990-х гг. с, казалось бы, невинных симулякров-пророчеств «старца Лаврентия Черниговского», которых отец Лаврентий (Проскура) никогда не произносил". 
Ще один клірик Російської ІПЦ - громадянин Чехії священик Ієремія Цвак з містечка Єздовиці перейшов у Грецьку старостильну церкву не пізніше 2013 року. 
Також, не пізніше 2014 року, громадянин Словаччини родом з Закарпаття, ієрей Володимир Могоріта і диякон Мартин Пекарський перейшли в одну з греко-старостильних юрисдикцій, а саме - у Грецьку ІПЦ (Синоду Хризостома).  У 2014 році для них було утворено Моравську єпархію Грецької ІПЦ, яку очолив громадянин Греції - владика Клемент (Пападопулос), єпископ Гардікіону. 
Центральна громада даної єпархії розташувалася в містечку Єздовиці в Чехії. Настоятелем став Єжи (Іри) Ян, вікарієм - Єремія Цвак. Пізніше Іри Ян виїхав до США, і округ Чехії очолив Ієремія Цвак. До 2022 року до них додався священик Карел Подорацькі. . 
Також активну діяльність розвивав священик Володимир Могоріта в Словаччині, він заснував громаду св. Ростислава Моравського в місті Міхаляни в Словаччині, а також в сусідній Польщі заснував громаду св.преп. Серафима (Загоровського) в районі м. Білосток (Підляшське воєводство), і громаду св.Миколи Чудотворця в районі м. Краків. .
Моравська єпархія Грецької ІПЦ цікава тим, що до неї влилася велика частина колишніх вірних РІПЦ та РПЦЗ (В) зі Східної України, котрі залишили територію України з початком війни 2022 року, та емігрували до Польщі, Чехії та Словаччини.
У 2018 році була заснована Західноєвропейська єпархія РІПЦ, яку очолив єпископ Філарет (Клімакітіс). Йому підпорядкувалися парафії ІПЦ у чотирьох країнах: Греції, Англії, Угорщині, Румунії. В цій юрисдикції у 2019 році була заснована Русинська істинно-православна громада святого апостола Фоми, в місті Шарошпатак (Угорщина), яку очолив священик Іштван Немеш. У 2022 році була заснована громада ІПЦ у м. Мюнхен (Німеччина), яку очолив священик Андреас.